# Семёновка (Кременчугский район)
Семёновка (укр. Семенівка) — посёлок городского типа, бывший Семёновский поселковый совет, Кременчугский район, Полтавская область, Украина.
Ранее являлся административным центром Семёновского района и административным центром Семёновского поселкового совета, в который, кроме того, входило село Тарасовка.

## Географическое положение
Посёлок городского типа Семёновка находится на берегах реки Рудка,
выше по течению на расстоянии в 2 км расположено село Малые Липняги,
ниже по течению примыкают сёла Тарасовка и Панивановка.
Река в этом месте пересыхает, на ней сделан большой пруд Кривая Руда.

## История
Семёновка была основана в конце XVII века.
Всесвятская церковь известна с 1776 года.
Село указано на подробной карте Российской Империи и близлежащих заграничных владений 1816 года.
В 1836 году селение стало местечком Хорольского уезда Полтавской губернии, в 1880 году здесь насчитывалось 100 дворов и 801 житель, действовали церковь и почтовая станция.
После завершения строительства железной дороги, осенью 1888 года здесь была открыта железнодорожная станция Веселый Подол, что способствовало развитию селения. В 1900 году население Семёновки составляло 1000 жителей.
В конце января 1918 года здесь была установлена Советская власть, но уже в марте 1918 года уезд оккупировали австро-германские войска (которые оставались здесь до ноября 1918 года), в дальнейшем селение оказалось в зоне боевых действий гражданской войны.
В марте 1923 года Семёновка стала районным центром.
В 1929 году здесь началось издание районной газеты.
В 1938 году Семёновка стала посёлком городского типа.
Во время Великой Отечественной войны в 1941—1943 посёлок находился под немецкой оккупацией.
После 1945 присоединён хутор Зеленый Кут.
В 1955 году здесь действовали сахарный завод, маслодельный завод и две средние школы.
В 1976 году здесь действовали сахарный завод, маслодельный завод и пищекомбинат.
В 1983 году численность населения составляла 8,3 тыс. человек, здесь действовали Веселоподольский сахарный завод, молочный завод, хлебный завод, мельница, пищевкусовая фабрика, райсельхозтехника, райсельхозхимия, межколхозное предприятие по производству говядины, комбинат бытового обслуживания, две общеобразовательные школы, музыкальная школа, больница, два дома культуры, кинотеатр и 5 библиотек.
В январе 1989 года численность населения составляла 8240 человек.
В мае 1995 года Кабинет министров Украины утвердил решение о приватизации находившихся здесь райсельхозтехники и межмежхозяйственного предприятия по производству говядины.
По состоянию на 1 января 2014 года численность населения составляла 6328 человек.

## Экономика
- Хлебоприёмное предприятие[14].
- «Весёлоподольский свеклосовхоз» (расформирован).
- Весёлоподольское межхозяйственное предприятие по производству говядины (расформировано).

## Транспорт
Здесь находится железнодорожная станция Весёлый Подол (на линии Ромодан — Кременчуг) Южной железной дороги.
Также через посёлок проходит автомобильная дорога Т-1716 и в нём находится автовокзал.

## Объекты социальной сферы
- Семёновский учебно-воспитательный комплекс № 1.
- Семёновский учебно-воспитательный комплекс № 2.
- Семеновская центральная районная больница.
- Районное предприятие районной медицины.
- Дом культуры.
- Детская музыкальная школа.
- Семёновская детско-юношеская спортивная школа (расформирована).

## Достопримечательности
- Братская могила советских воинов.
- Памятник жертвам аварии на Чернобыльской АЭС.
- Памятный знак жертвам Голодомора.
- Памятник Тарасу Шевченко.

## Известные жители и уроженцы
- Крамаренко, Мария Григорьевна (1923—1994) — Герой Социалистического Труда.
- Черненко, Пётр Ефимович (1905—1975) — Герой Социалистического Труда.